# Mesero
Mesero is een gemeente in de Italiaanse metropolitane stad Milaan (regio Lombardije) en telt 3566 inwoners (31-12-2004). De oppervlakte bedraagt 5,7 km², de bevolkingsdichtheid is 698 inwoners per km².

## Demografie
Mesero telt ongeveer 1394 huishoudens. Het aantal inwoners steeg in de periode 1991-2001 met 12,1% volgens cijfers uit de tienjaarlijkse volkstellingen van ISTAT.
| Jaar | Inwoneraantal |
| ---- | ------------- |
| 1991 | 3114          |
| 2001 | 3490          |

## Geografie
Mesero grenst aan de volgende gemeenten: Inveruno, Cuggiono, Ossona, Marcallo con Casone, Bernate Ticino.

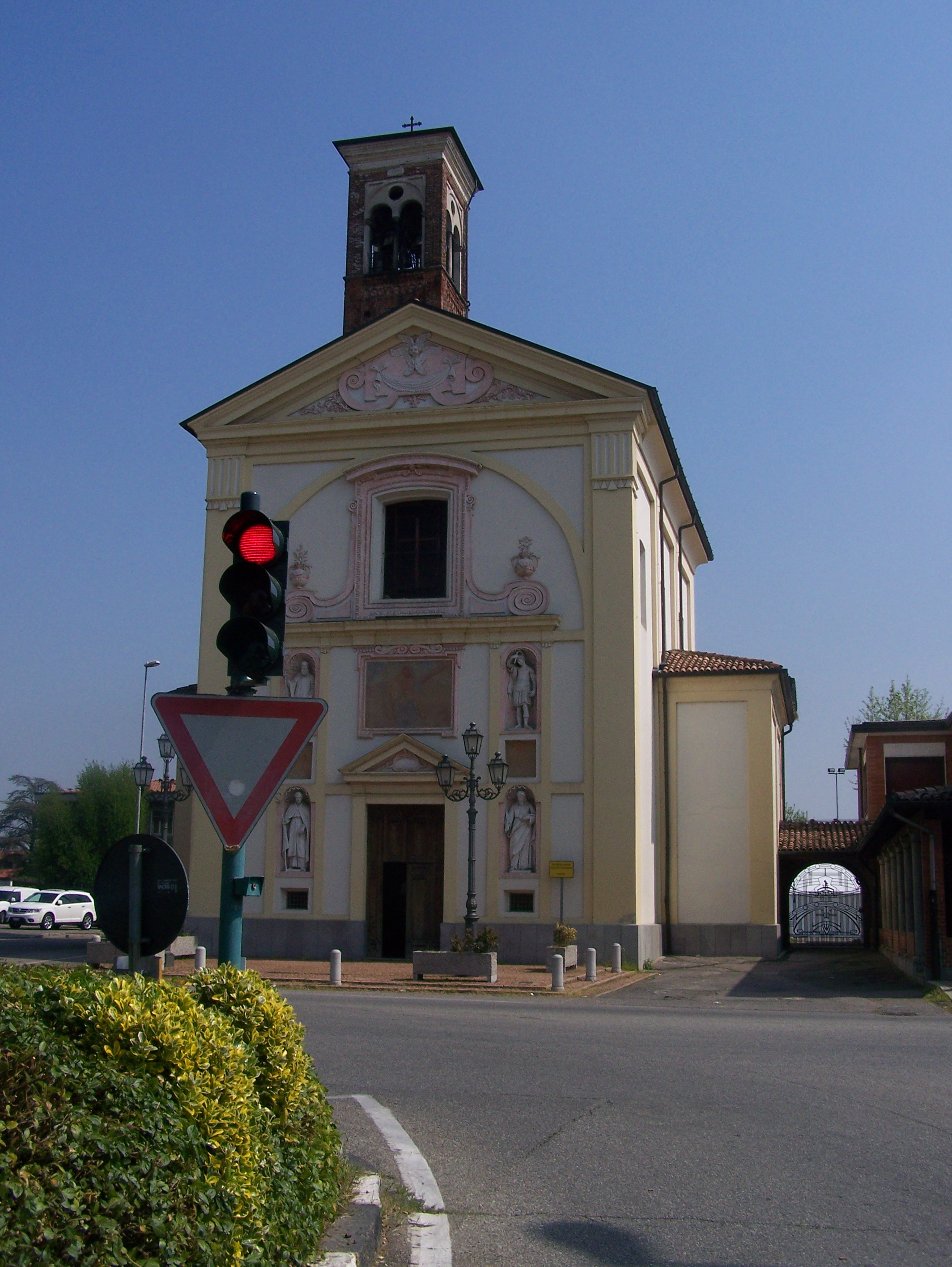
San Bernardino, Mesero